# Comté de Val Verde
Le comté de Val Verde, en anglais : Val Verde County, est un comté situé au sud-ouest de l'État du Texas aux États-Unis, sur la rive du Rio Grande. Le comté est fondé le 24 mars 1885. Val Verde, signifie en français : Vallée Verte. Ce nom fait référence à une bataille de la guerre de Sécession. Le siège de comté est la ville de Del Rio. Selon le recensement des États-Unis de 2020, sa population est de 47 586 habitants. Le comté a une superficie de 8 372 km2, dont 8 144 km2 en surfaces terrestres.

## Organisation du comté
Le comté est fondé le 24 mars 1885, à partir des terres des comtés de Crockett, de Kinney et de Pecos. Il est définitivement organisé, c'est-à-dire autonome, le 2 mai 1885.
Le comté est baptisé Val Verde, en français : Vallée verte, en référence à une bataille ayant eu lieu durant la guerre de Sécession

## Géographie

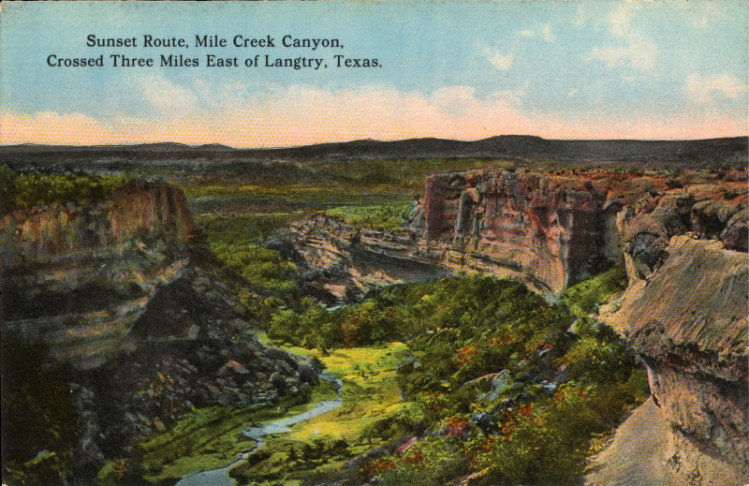
Le canyon de Mile Creek, à proximité de Langtry (1905).

Le comté de Val Verde est situé dans le sud-ouest du Texas aux États-Unis,, sur la rive du Rio Grande, frontière entre les États-Unis et le Mexique. Le comté rectangulaire a une superficie totale de 8 373 km2, composé de 8 145 km2 de terres et de 227,7 km2 de zones aquatiques. Il est composé d'un plateau coupé par de nombreux arroyos et canyons, donnant un relief profond à la topographie. Les sols sont argilo-calcaires. L'eau douce est fournie par un aquifère, présent dans les différentes formations calcaires, qui sont alimentées par les comtés situés au nord. Au début, de nombreuses sources coulaient dans la région, mais le pompage soutenu des puits a réduit leurs rendements. De nombreux torrents, asséchés la majeure partie de l'année, assurent le drainage pendant les inondations et se jettent dans les rivières Pecos et Devils (en). Le Pecos se jette dans le Rio Grande, au sud-ouest du comté de Val Verde tandis que la rivière Devils se jette dans le réservoir d'Amistad (en), au niveau du barrage Amistad sur le Rio Grande (en), au nord de Del Rio.
La végétation dans les parties occidentale et centrale du comté est constituée de savane désertique arbustive. La partie extrême comprend des genévriers, des chênes et des mesquites. L'altitude varie de 685 m à 891 m. Les températures moyennes varient de 1,6 °C, en janvier, à 36,1 °C, en juillet. Les précipitations moyennes sont de 431,8 mm par an.

## Axes principaux
- U.S. Route 90 (en)
- U.S. Route 277
- U.S. Route 377
- Autoroute d’État 163 (en)
- Autoroute d’État 79 (en)

## Comtés adjacents
|                  | Comté de Crockett  | Comté de Sutton |
| Comté de Terrell | comté de Val Verde | Comté d'Edwards |
|                  |                    | Comté de Kinney |

## Démographie
Lors du recensement de 2010, le comté comptait une population de 48 879 habitants. Elle est estimée, en 2017, à 49 205 habitants,.
| Groupes           | Comté de Val Verde | Texas | États-Unis |
| ----------------- | ------------------ | ----- | ---------- |
| Blancs            | 85,0               | 70,4  | 72,4       |
| Autres            | 10,5               | 10,6  | 6,4        |
| Métis             | 2,1                | 2,5   | 2,7        |
| Afro-Américains   | 1,5                | 11,9  | 12,6       |
| Amérindiens       | 0,5                | 0,7   | 0,9        |
| Asiatiques        | 0,5                | 3,8   | 4,8        |
| Total             | 100                | 100   | 100        |
|                   |                    |       |            |
| Latino-Américains | 80,2               | 37,6  | 16,7       |

Pyramide des âges du comté de Val Verde (2000).

Selon l'American Community Survey, pour la période 2011-2015, 70,84 % de la population âgée de plus de 5 ans déclare parler espagnol à la maison, alors que 28,28 % déclare parler l’anglais et 0,91 % une autre langue.

### Source de la traduction
- (en) Cet article est partiellement ou en totalité issu de l’article de Wikipédia en anglais intitulé « Val Verde County, Texas » (voir la liste des auteurs).